# Чайяпхум
Чайяпхум (тайск. ชัยภูมิ) — город в Таиланде, столица одноимённой провинции.

## География
Город расположен примерно в 281 километрах к северо-востоку от Бангкока в регионе Исан.

## Население
По состоянию на 2015 год население города составляет 36 817 человек. Плотность населения — 1196 чел/км². Численность женского населения (52,3 %) превышает численность мужского (47,7 %).